# 大衛·高柏飛在空中飛翔
飛翔幻覺（Flying Illusion），由美國魔術師大衛·高柏飛創造的魔術表演秀，這個手法在數個電視節目中演出，最早大衛·高柏飛在空中飛翔（David Copperfield's flying illusion）是電視特輯《大衛·考柏菲魔術第十四集：飛翔－活在夢中》（The Magic of David Copperfield XIV: Flying - Live the Dream）中的一項魔術表演。該節目在1992年首次公開播放，並在同年獲得三個艾美獎。
表演此魔術時大衛·高柏飛在台上任意飛翔。在他的驚人飛行表演後，為了不使觀眾懷疑他是用索吊著飛的，他在兩個又兩個的鐵圈中通行無阻，之後他又飛進一個透明箱中，把蓋合上，並在當中翻動來說服觀眾他沒有用索。他又選了一位女觀眾並抱著她一起飛翔，就像在超人電影中那樣。最後，他飛到空中和一隻鷹會合，鷹爪著他的手和他一起飛去。

## 方法
高柏飛是用一套由約翰·高根（John Gaughan）所設計的升空設備來升降飛翔。 吊索則可能是由一種強韌的纖維所織成的，其粗不過一毫米，但可負重超過一百公斤。在表演台的布景中，這樣的幼索是很難從觀眾席看得見。他用兩條或兩組這樣的吊索繫在接近身體重心位置的左右兩側，並做出種種動作來配合幕後工作人員對升空設備的操作，使自己看來是在任意飛翔。在通過鐵圈時，鐵圈都在滾動中避開吊索，造出能反重力而懸於半空的假象。在透明箱中時，箱蓋其實有預留空隙給吊索通過。因為箱蓋阻擋著吊索，所以只能做升降空翻等不用左轉或右轉的動作。

通過鐵圈示意圖

## 參看
- Balducci levitation
- David Copperfield's laser illusion
- 克維拉
- 美國專利及商標局

## 外部連結
- David Copperfield - Levitation (...actually flying) （页面存档备份，存于） 短片
- The secrets of David Copperfield's tricks （页面存档备份，存于） 俄語短片
- Classic Levitation Trick Revealed （页面存档备份，存于） 短片
- Cris Angels' Levitation Revealed （页面存档备份，存于） 短片